# QuikClot

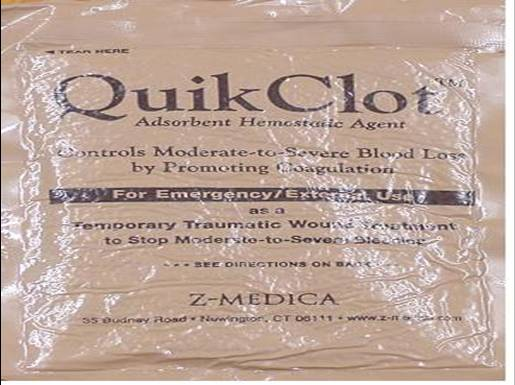
QuikClot

QuikClot è un farmaco di tipo agente emostatico prodotto dalla Z-Medica. 
Il prodotto originale era disponibile in granuli da versare direttamente sulle ferite per fermare la perdita di sangue. Il farmaco agisce assorbendo l'acqua contenuta nel sangue in modo da concentrare le proprietà di coagulazione del sangue stesso. Allo stesso tempo vengono attivate le piastrine.
Il prodotto è composto da Zeolite. Durante la formazione del coagulo viene generato calore che può produrre ustioni di secondo grado. Per questo motivo il QuikClot non è disponibile in commercio ma viene utilizzato in condizioni di emergenza assoluta, ad esempio durante eventi bellici.
Al fine di ridurre il possibile rischio di ustioni le nuove versioni del prodotto adottano una formulazione pre-idratata che si è dimostrata produrre meno calore anche se a fronte di una minore capacità coagulante.
L'uso della zeolite come agente emostatico è stato scoperto da Frank Hursey (cofondatore della Z-Medica) nel 1984.  A seguito degli attentati dell'11 settembre 2001 l'esercito statunitense ha condotto una serie di test comparativi riguardanti le tecnologie per fermare il sangue. QuikClot ha ottenuto le migliori votazioni. Sempre a seguito dei test l'esercito americano ne ha approvato l'impiego in Afghanistan ed in Iraq.